# Idiocerus albostriatus
Idiocerus albostriatus är en insektsart som beskrevs av Cai och Shen 1998. Idiocerus albostriatus ingår i släktet Idiocerus och familjen dvärgstritar. Inga underarter finns listade i Catalogue of Life.